# Rada Najwyższej i Generalnej Inkwizycji
Rada Najwyższej i Generalnej Inkwizycji w Hiszpanii (hiszp. Consejo de la Suprema y General Inquisición) - potocznie zwana Supremą. Zwierzchni organ inkwizycji hiszpańskiej i zarazem jedna z rad wchodząca w skład rządu królewskiego w Hiszpanii. Istniała w latach ok. 1488 do 1820. Jej nominalnym zwierzchnikiem był generalny inkwizytor Hiszpanii.

## Historia
Nie jest znana dokładna data utworzenia Supremy. W starszej literaturze (np. Llorente, Lea) jej powstanie datowano krótko po nominacji Tomasa de Torquemady na inkwizytora generalnego Hiszpanii w 1483. Jednakże pierwsze dokumentacyjne ślady jej istnienia pochodzą dopiero z roku 1488, a jej regularne funkcjonowanie udokumentowane jest dopiero od 1498. Początkowo była zaledwie ciałem doradczym generalnego inkwizytora, ale po tym, jak w 1516 papież Leon X przyznał jej (wspólnie z generalnym inkwizytorem) uprawnienia najwyższego sądu apelacyjnego w Hiszpanii w sprawach dotyczących wiary, jej rola systematycznie wzrastała. Już od końca XV wieku Suprema utrzymywała regularną korespondencję z trybunałami lokalnymi, które z biegiem czasu konsultowały z nią coraz więcej spraw związanych z ich bieżącym funkcjonowaniem (także niezwiązanych bezpośrednio z orzekaniem). Począwszy od około połowy XVI wieku inkwizytorzy generalni oraz Suprema zaczęli narzucać lokalnym trybunałom coraz większe ograniczenia ich swobody, obligując je do przesyłania różnego rodzaju sprawozdań, konsultowania wyroków czy stosowania tortur, przeprowadzając inspekcje itp. Na przełomie XVII i XVIII wieku Suprema kontrolowała już w zasadzie wszystkie etapy procesów inkwizycyjnych prowadzonych przez lokalne trybunały (z wyjątkiem trybunałów amerykańskich) i taki stan utrzymał się już do końca istnienia inkwizycji hiszpańskiej.
Na przełomie XVII/XVIII wieku doszło do jednego z najpoważniejszych w historii Supremy konfliktu inkwizytora generalnego z resztą jej członków. Po bezpotomnej śmierci króla Karola II w 1700 jego spowiednik Froilan Diaz OP, będący członkiem Supremy, został aresztowany na rozkaz inkwizytora generalnego Balthasara de Mendozy, który działał z inspiracji królowej podejrzewającej spowiednika o stosowanie czarów przeciwko zmarłemu królowi. Pozostali członkowie Supremy sprzeciwili się temu aresztowaniu. Wówczas inkwizytor generalny nakazał aresztowanie wszystkich członków Supremy aby wymusić ich zgodę na aresztowanie Diaza, którego sprawę w międzyczasie przekazał do rozpatrzenia inkwizytorom Murcji. Kiedy jednak na tronie królewskim zasiadł Filip V Burbon (1701), szala w sporze przechyliła się na stronę Diaza i jego stronników w Supremie. Ponieważ Mendoza był stronnikiem Habsburgów, Filip V nakazał usunięcie go z dworu z uwagi na fakt, że był on jednocześnie biskupem Segowii. Mendoza odwołał się wówczas do Stolicy Apostolskiej, powołując się na dyspensę od obowiązku rezydencji z racji pełnionej funkcji inkwizytora generalnego. Rozwścieczony król nakazał wówczas zwolnienie Diaza i doprowadził do dymisji Mendozy z funkcji inkwizytora generalnego. Konflikt ten mocno osłabił prestiż urzędu inkwizytora generalnego i mocno uwypuklił jego jedynie honorowy prymat wśród członków Supremy.
Suprema została zniesiona wraz ze zniesieniem inkwizycji hiszpańskiej w 1820.

## Organizacja i kompetencje
Przewodniczącym Supremy był zawsze generalny inkwizytor Hiszpanii. Oprócz tego zasiadało w niej kilku duchownych jako członków Rady (consejeros). Początkowo było ich trzech, w XVI wieku ich liczba wzrosła do pięciu, w 1614 do sześciu, a na początku XVIII wieku do siedmiu. Wzrost liczby członków Rady w 1614 wyniknął z dokooptowania na stałe do jej składu spowiednika królewskiego, którym zawsze był dominikanin. Natomiast na początku XVIII wieku dodatkowe miejsce w Radzie zarezerwowano dla członka zakonu jezuitów. Suprema była uznawana za jedną z rad wchodzących w skład rządu królewskiego (obok Rad Kastylii, Aragonii, Włoch, Indii itp.), należał do niej sekretarz mianowany przez króla, a w charakterze doradców w jej obradach uczestniczyło też dwóch członków Rady Kastylii.
Początkowo Suprema nie miała stałej siedziby, podróżowała po kraju razem z dworem królewskim. Dopiero w 1561 jej siedzibą stał się Madryt jako stolica Hiszpanii. Do lat 20. XVII wieku Suprema obradowała w rezydencji każdorazowego inkwizytora generalnego, później w pałacu don Rodrigo Calderóna.
Kompetencje Supremy były początkowo ograniczone, była zaledwie ciałem doradczym dla inkwizytora generalnego. W 1516 papież Leon X uznał ją (wraz z inkwizytorem generalnym) instancją odwoławczą w sprawach dotyczących wiary w Hiszpanii. Lokalne trybunały miały jednak obowiązek przedstawiać sprawy Supremie do konsultacji tylko, gdy nie mogły osiągnąć jednomyślności w orzekaniu. Stopniowo jednak jej kompetencje względem lokalnych sądów wzrastały. Od ok. 1540 trybunały lokalne zobowiązane były przesyłać roczne raporty o sprawach zakończonych wyrokiem (relaciones de causas despachadas). Od 1568 zatwierdzeniu Supremy podlegały wszystkie wyroki śmierci, a od 1625 wszelkie wyroki skazujące na kary cielesne. Od 1632 trybunały zobligowane były wysyłać comiesięczne raporty o sprawach w toku (relaciones de causas pendientes). Na przełomie XVII i XVIII wieku Suprema kontrolowała już w zasadzie wszystkie etapy procesów inkwizycyjnych prowadzonych przez lokalne trybunały (z wyjątkiem trybunałów amerykańskich) i taki stan utrzymał się już do końca istnienia inkwizycji hiszpańskiej.
Suprema miała prawo kontrolowania lokalnych trybunałów także poprzez przeprowadzanie inspekcji (wizytacji). Takie wizytacje trybunałów miały miejsce już w początkach XVI wieku i w razie wykrycia nieprawidłowości niejednokrotnie kończyły się usunięciem inkwizytorów z urzędu. 
Suprema do 1618 dysponowała dwoma sekretariatami, co było pozostałością po jej przejściowym podziale w latach 1507-1518 na osobne rady dla Kastylii i Aragonii. Jeden sekretariat służył korespondencji z trybunałami kastylijskimi, natomiast drugi, zwany sekretariatem Aragonii, utrzymywał korespondencję z trybunałami z Aragonii, Nawarry, Włoch i Ameryki. Podział na dwa sekretariaty zniesiono z końcem 1618. Oprócz tego od 1633 funkcjonował w ramach Supremy sekretariat spraw finansowych.
Instrukcje Supremy dla lokalnych trybunałów odegrały dużą rolę w ujednolicaniu metod stosowanych przez hiszpańską inkwizycję. Przykładowo, wydane w 1526 i następnie w 1614 instrukcje dotyczące postępowania w procesach o czary w znacznym stopniu uchroniły Hiszpanię od tzw. polowań na czarownice.

## Archiwum
Archiwum Supremy, przechowywane w hiszpańskim Narodowym Archiwum Historycznym (Archivo Historico Nacional, AHN) jest jednym z najlepiej zachowanych archiwów sądowych epoki wczesnonowożytnej. Porównanie obecnych zasobów z osiemnastowiecznymi inwentarzami dowodzi, że pomimo konfliktów wewnętrznych w dziewiętnastowiecznej Hiszpanii, podczas których zniszczono archiwa wielu lokalnych trybunałów inkwizycyjnych, a także pomimo kilkukrotnych przeprowadzek i reorganizacji tego archiwum przetrwało ono bez istotnych strat. Wobec zniszczenia wielu lokalnych archiwów pozostaje ono podstawowym źródłem wiedzy o historii i działalności hiszpańskiej inkwizycji. Szczególną rolę odgrywają tu tzw. relaciones de causas despachados, czyli coroczne raporty o zakończonych sprawach, jakie lokalne trybunały wysyłały Supremie od ok. 1540 do końca XVII wieku. Raporty te posłużyły uczonym G. Henningsenowi i J. Contrerasowi do sporządzenia statystyk prowadzonych w tym okresie procesów i wydanych wyroków śmierci. Dokumentują one 44675 procesów między 1540 a 1700, w wyniku których stracono 826 osób.